# Samenstelling Belgische Senaat 1958-1961
De lijst van leden van de Belgische Senaat van 1958 tot 1961. De Senaat telde toen 176 zetels. Op 1 juni 1958 werden 106 senatoren rechtstreeks verkozen. Het nationale kiesstelsel was in die periode gebaseerd op algemeen enkelvoudig stemrecht voor alle Belgen van 21 jaar en ouder, volgens een systeem van evenredige vertegenwoordiging op basis van de Methode-D'Hondt, gecombineerd met een districtenstelsel. Daarnaast waren er ook 46 provinciale senatoren, aangeduid door de provincieraden en 23 gecoöpteerde senatoren. Tevens was er een senator van rechtswege. 
De legislatuur liep van 18 juni 1958 tot 16 februari 1961. Tijdens deze legislatuur waren achtereenvolgens de regering-G. Eyskens II (juni - november 1958), de regering-G. Eyskens III (november 1958 - april 1961) in functie. De regering-G. Eyskens II steunde op een meerderheid van christendemocraten (CVP-PSC) die er in de Kamer echter niet was. De regering-G. Eyskens III steunde op een meerderheid van CVP-PSC en de Liberale Partij. De oppositie bestond dus uit de BSP-PSB, de Liberale Partij (tot november 1958) en KPB-PCB.

## Samenstelling
| Fractie | Fractie         | Rechtstr. | Prov. | Gec. | Totaal |
| ------- | --------------- | --------- | ----- | ---- | ------ |
|         | CVP-PSC         | 53        | 26    | 12   | 91     |
|         | BSP-PSB         | 40        | 16    | 9    | 65     |
|         | Liberale Partij | 12        | 4     | 2    | 18     |
|         | KPB-PCB         | 1         | 0     | 0    | 1      |

## Lijst van de senatoren
| Senator                       | Partij  | Aanduiding                   | Kieskring                                   | Provincie       | Opmerkingen |
| ----------------------------- | ------- | ---------------------------- | ------------------------------------------- | --------------- | --- |
| Victor De Bruyne              | BSP-PSB | Rechtstreeks gekozen senator | Antwerpen                                   | -               | |
| Joseph Craeybeckx             | BSP-PSB | Rechtstreeks gekozen senator | Antwerpen                                   | -               | Secretaris. |
| Hubert Wyn                    | BSP-PSB | Rechtstreeks gekozen senator | Antwerpen                                   | -               | |
| Roger Dekeyzer                | BSP-PSB | Rechtstreeks gekozen senator | Antwerpen                                   | -               | |
| Jozef Jespers                 | CVP-PSC | Rechtstreeks gekozen senator | Antwerpen                                   | -               | Secretaris en voorzitter van de commissie Openbaar Onderwijs. |
| Aloïs Sledsens                | CVP-PSC | Rechtstreeks gekozen senator | Antwerpen                                   | -               | |
| Fernand Pairon                | CVP-PSC | Rechtstreeks gekozen senator | Antwerpen                                   | -               | |
| Carlos De Baeck               | CVP-PSC | Rechtstreeks gekozen senator | Antwerpen                                   | -               | |
| Renaat Van Bulck              | CVP-PSC | Rechtstreeks gekozen senator | Antwerpen                                   | -               | |
| Albert Lilar                  | LP      | Rechtstreeks gekozen senator | Antwerpen                                   | -               | Ondervoorzitter tot 6 november 1958. |
| Frans Houben                  | BSP-PSB | Rechtstreeks gekozen senator | Mechelen-Turnhout                           | -               | |
| Jan Roelants                  | BSP-PSB | Rechtstreeks gekozen senator | Mechelen-Turnhout                           | -               | |
| Jozef Van In                  | CVP-PSC | Rechtstreeks gekozen senator | Mechelen-Turnhout                           | -               | |
| August De Boodt               | CVP-PSC | Rechtstreeks gekozen senator | Mechelen-Turnhout                           | -               | Voorzitter van de commissie Landsverdediging. |
| Edmond Leysen                 | CVP-PSC | Rechtstreeks gekozen senator | Mechelen-Turnhout                           | -               | |
| Alfons Buts                   | CVP-PSC | Rechtstreeks gekozen senator | Mechelen-Turnhout                           | -               | |
| Edmond Machtens               | BSP-PSB | Rechtstreeks gekozen senator | Brussel                                     | -               | |
| Piet Vermeylen                | BSP-PSB | Rechtstreeks gekozen senator | Brussel                                     | -               | |
| Joseph Wiard                  | BSP-PSB | Rechtstreeks gekozen senator | Brussel                                     | -               | Voorzitter van de commissie Middenstand. |
| Amédée Doutrepont             | BSP-PSB | Rechtstreeks gekozen senator | Brussel                                     | -               | Quaestor. |
| William Van Remoortel         | BSP-PSB | Rechtstreeks gekozen senator | Brussel                                     | -               | |
| Jeanne Vandervelde-Beeckman   | BSP-PSB | Rechtstreeks gekozen senator | Brussel                                     | -               | |
| Paul Struye                   | CVP-PSC | Rechtstreeks gekozen senator | Brussel                                     | -               | Parlementsvoorzitter en voorzitter van de commissie Buitenlandse Zaken. |
| Jean Bartelous                | CVP-PSC | Rechtstreeks gekozen senator | Brussel                                     | -               | Vervangt vanaf 1 juli 1959 de overleden Jozef Deschuyffeleer. |
| Etienne de la Vallée Poussin  | CVP-PSC | Rechtstreeks gekozen senator | Brussel                                     | -               | |
| Emiel De Winter               | CVP-PSC | Rechtstreeks gekozen senator | Brussel                                     | -               | |
| Armand Versé                  | CVP-PSC | Rechtstreeks gekozen senator | Brussel                                     | -               | |
| Maurits Van Hemelrijck        | CVP-PSC | Rechtstreeks gekozen senator | Brussel                                     | -               | |
| Jean Neybergh                 | CVP-PSC | Rechtstreeks gekozen senator | Brussel                                     | -               | |
| Charles Moureaux              | LP      | Rechtstreeks gekozen senator | Brussel                                     | -               | Voorzitter van de LP-fractie van 24 juni tot 6 november 1958. |
| Joseph De Grauw               | LP      | Rechtstreeks gekozen senator | Brussel                                     | -               | |
| Norbert Hougardy              | LP      | Rechtstreeks gekozen senator | Brussel                                     | -               | |
| Petrus Francen                | BSP-PSB | Rechtstreeks gekozen senator | Leuven                                      | -               | |
| Jozef Gilis                   | BSP-PSB | Rechtstreeks gekozen senator | Leuven                                      | -               | |
| Hendrik Delport               | CVP-PSC | Rechtstreeks gekozen senator | Leuven                                      | -               | Voorzitter van de commissie Verkeerswezen. |
| Frans Van der Borght          | CVP-PSC | Rechtstreeks gekozen senator | Leuven                                      | -               | |
| René Delor                    | BSP-PSB | Rechtstreeks gekozen senator | Nijvel                                      | -               | |
| Pierre Warnant                | LP      | Rechtstreeks gekozen senator | Nijvel                                      | -               | |
| Dieudonné Martens             | BSP-PSB | Rechtstreeks gekozen senator | Brugge                                      | -               | |
| Robert Ancot                  | CVP-PSC | Rechtstreeks gekozen senator | Brugge                                      | -               | |
| Marcel Sobry                  | CVP-PSC | Rechtstreeks gekozen senator | Veurne-Diksmuide-Oostende                   | -               | |
| Jacques Van Buggenhout        | CVP-PSC | Rechtstreeks gekozen senator | Veurne-Diksmuide-Oostende                   | -               | Quaestor. |
| Robert De Man                 | CVP-PSC | Rechtstreeks gekozen senator | Roeselare-Tielt                             | -               | Quaestor en voorzitter van de commissie Wederopbouw. |
| René Desmedt                  | CVP-PSC | Rechtstreeks gekozen senator | Roeselare-Tielt                             | -               | |
| Joseph Baert                  | CVP-PSC | Rechtstreeks gekozen senator | Roeselare-Tielt                             | -               | |
| Joseph Clays                  | BSP-PSB | Rechtstreeks gekozen senator | Kortrijk-Ieper                              | -               | |
| Maria Desmet-Delrue           | BSP-PSB | Rechtstreeks gekozen senator | Kortrijk-Ieper                              | -               | Vervangt vanaf 2 februari 1961 de overleden Robert Detaevernier. |
| Albert De Clerck              | CVP-PSC | Rechtstreeks gekozen senator | Kortrijk-Ieper                              | -               | |
| Jeroom Stubbe                 | CVP-PSC | Rechtstreeks gekozen senator | Kortrijk-Ieper                              | -               | |
| Robert Gillon                 | LP      | Rechtstreeks gekozen senator | Kortrijk-Ieper                              | -               | Voorzitter van de LP-fractie vanaf 15 september 1960. |
| Gaston Crommen                | BSP-PSB | Rechtstreeks gekozen senator | Gent-Eeklo                                  | -               | Ondervoorzitter. |
| Armand Verspeeten             | BSP-PSB | Rechtstreeks gekozen senator | Gent-Eeklo                                  | -               | |
| Emile Claeys                  | CVP-PSC | Rechtstreeks gekozen senator | Gent-Eeklo                                  | -               | |
| Honoré Verhaest               | CVP-PSC | Rechtstreeks gekozen senator | Gent-Eeklo                                  | -               | |
| Oktaaf Scheire                | CVP-PSC | Rechtstreeks gekozen senator | Gent-Eeklo                                  | -               | |
| André Dua                     | CVP-PSC | Rechtstreeks gekozen senator | Gent-Eeklo                                  | -               | |
| Laurent Merchiers             | LP      | Rechtstreeks gekozen senator | Gent-Eeklo                                  | -               | |
| Alfons Goossens               | BSP-PSB | Rechtstreeks gekozen senator | Dendermonde-Sint-Niklaas                    | -               | |
| Paul Hendrickx                | CVP-PSC | Rechtstreeks gekozen senator | Dendermonde-Sint-Niklaas                    | -               | Vervangt vanaf 20 december 1960 de overleden Theofiel Van Peteghem. |
| Liban Van Laeys               | CVP-PSC | Rechtstreeks gekozen senator | Dendermonde-Sint-Niklaas                    | -               | |
| Albert Smet                   | CVP-PSC | Rechtstreeks gekozen senator | Dendermonde-Sint-Niklaas                    | -               | |
| Dieudonné Vander Bruggen      | BSP-PSB | Rechtstreeks gekozen senator | Oudenaarde-Aalst                            | -               | |
| Armand Louis De Riemaecker    | CVP-PSC | Rechtstreeks gekozen senator | Oudenaarde-Aalst                            | -               | Vervangt vanaf 8 november 1960 de overleden Edgard Van Oudenhove. |
| Maurice Santens               | CVP-PSC | Rechtstreeks gekozen senator | Oudenaarde-Aalst                            | -               | |
| Edouard Ganseman              | LP      | Rechtstreeks gekozen senator | Oudenaarde-Aalst                            | -               | |
| Hyacinthe Harmegnies          | BSP-PSB | Rechtstreeks gekozen senator | Bergen-Zinnik                               | -               | Quaestor en voorzitter van de commissie Binnenlandse Zaken. |
| Eugène Debaise                | BSP-PSB | Rechtstreeks gekozen senator | Bergen-Zinnik                               | -               | |
| Gilbert Lemal                 | BSP-PSB | Rechtstreeks gekozen senator | Bergen-Zinnik                               | -               | |
| Jules Roland                  | BSP-PSB | Rechtstreeks gekozen senator | Bergen-Zinnik                               | -               | |
| Joseph Oblin                  | CVP-PSC | Rechtstreeks gekozen senator | Bergen-Zinnik                               | -               | Quaestor. |
| René Noël                     | KPB-PCB | Rechtstreeks gekozen senator | Bergen-Zinnik                               | -               | |
| Albert Moulin                 | BSP-PSB | Rechtstreeks gekozen senator | Doornik-Aat                                 | -               | Secretaris en voorzitter van de commissie Arbeid en Sociale Voorzorg. |
| Florent Labrique              | CVP-PSC | Rechtstreeks gekozen senator | Doornik-Aat                                 | -               | Vervangt vanaf 5 oktober 1960 de overleden Maurice Couplet. |
| Gisèle Wibaut                 | CVP-PSC | Rechtstreeks gekozen senator | Doornik-Aat                                 | -               | |
| Marceau Remson                | BSP-PSB | Rechtstreeks gekozen senator | Charleroi-Thuin                             | -               | |
| Edmond Yernaux                | BSP-PSB | Rechtstreeks gekozen senator | Charleroi-Thuin                             | -               | Secretaris. |
| Robert Duterne                | BSP-PSB | Rechtstreeks gekozen senator | Charleroi-Thuin                             | -               | |
| Gaston Hercot                 | BSP-PSB | Rechtstreeks gekozen senator | Charleroi-Thuin                             | -               | |
| Jean Duvieusart               | CVP-PSC | Rechtstreeks gekozen senator | Charleroi-Thuin                             | -               | |
| Joseph Marlier                | CVP-PSC | Rechtstreeks gekozen senator | Charleroi-Thuin                             | -               | Vervangt vanaf 5 oktober 1960 de overleden Charles Derbaix. Derbaix was secretaris tot aan zijn dood op 15 september 1960. |
| René George                   | LP      | Rechtstreeks gekozen senator | Charleroi-Thuin                             | -               | |
| Léon-Eli Troclet              | BSP-PSB | Rechtstreeks gekozen senator | Luik                                        | -               | |
| Jean Allard                   | BSP-PSB | Rechtstreeks gekozen senator | Luik                                        | -               | |
| Hubert Beulers                | BSP-PSB | Rechtstreeks gekozen senator | Luik                                        | -               | |
| Alice Melin                   | BSP-PSB | Rechtstreeks gekozen senator | Luik                                        | -               | |
| Henri Moreau de Melen         | CVP-PSC | Rechtstreeks gekozen senator | Luik                                        | -               | Ondervoorzitter. |
| José Nihoul                   | CVP-PSC | Rechtstreeks gekozen senator | Luik                                        | -               | |
| Auguste Buisseret             | LP      | Rechtstreeks gekozen senator | Luik                                        | -               | |
| Maurice Delmotte              | BSP-PSB | Rechtstreeks gekozen senator | Hoei-Borgworm                               | -               | |
| Thomas Leemans                | BSP-PSB | Rechtstreeks gekozen senator | Hoei-Borgworm                               | -               | Vervangt vanaf 12 november 1959 Ernest Piot, die wegens gezondheidsredenen ontslag neemt. |
| Hubert Vandermeulen           | BSP-PSB | Rechtstreeks gekozen senator | Verviers                                    | -               | |
| Arnold Godin                  | CVP-PSC | Rechtstreeks gekozen senator | Verviers                                    | -               | |
| Louis Zurstrassen             | CVP-PSC | Rechtstreeks gekozen senator | Verviers                                    | -               | |
| Andries Mondelaers            | CVP-PSC | Rechtstreeks gekozen senator | Hasselt-Tongeren-Maaseik                    | -               | |
| Etienne Jacobs                | CVP-PSC | Rechtstreeks gekozen senator | Hasselt-Tongeren-Maaseik                    | -               | |
| Abdon Demarneffe              | CVP-PSC | Rechtstreeks gekozen senator | Hasselt-Tongeren-Maaseik                    | -               | Secretaris. |
| Erard de Schaetzen            | CVP-PSC | Rechtstreeks gekozen senator | Hasselt-Tongeren-Maaseik                    | -               | |
| Raoul Vreven                  | LP      | Rechtstreeks gekozen senator | Hasselt-Tongeren-Maaseik                    | -               | Voorzitter van de LP-fractie van 12 november 1958 tot 3 september 1960. Werd verkozen op een kartellijst van LP en BSP-PSB. |
| Pierre Nothomb                | CVP-PSC | Rechtstreeks gekozen senator | Aarlen-Marche-Bastenaken-Neufchâteau-Virton | -               | Vanaf 9 december 1958 voorzitter van de commissie Culturele Zaken. |
| Emmanuel Poncelet             | CVP-PSC | Rechtstreeks gekozen senator | Aarlen-Marche-Bastenaken-Neufchâteau-Virton | -               | |
| Germain Gilson                | LP      | Rechtstreeks gekozen senator | Aarlen-Marche-Bastenaken-Neufchâteau-Virton | -               | Gekozen op een kartellijst van LP en BSP-PSB. |
| Arthur Lacroix                | BSP-PSB | Rechtstreeks gekozen senator | Namen-Dinant-Philippeville                  | -               | |
| Félix Cuvellier               | BSP-PSB | Rechtstreeks gekozen senator | Namen-Dinant-Philippeville                  | -               | |
| Charles d'Aspremont Lynden    | CVP-PSC | Rechtstreeks gekozen senator | Namen-Dinant-Philippeville                  | -               | |
| Charles Héger                 | CVP-PSC | Rechtstreeks gekozen senator | Namen-Dinant-Philippeville                  | -               | |
| Simonne Gerbehaye             | CVP-PSC | Rechtstreeks gekozen senator | Namen-Dinant-Philippeville                  | -               | Secretaris vanaf 8 november 1960. |
| Frans Block                   | BSP-PSB | Provinciaal senator          | -                                           | Antwerpen       | |
| Jozef Magé                    | BSP-PSB | Provinciaal senator          | -                                           | Antwerpen       | |
| Victor Leemans                | CVP-PSC | Provinciaal senator          | -                                           | Antwerpen       | |
| Cyrille Neefs                 | CVP-PSC | Provinciaal senator          | -                                           | Antwerpen       | |
| Frans Van Loenhout            | CVP-PSC | Provinciaal senator          | -                                           | Antwerpen       | |
| Eugeen Donse                  | CVP-PSC | Provinciaal senator          | -                                           | Antwerpen       | |
| Félix Georges Camby           | BSP-PSB | Provinciaal senator          | -                                           | Brabant         | |
| Charles Willems               | BSP-PSB | Provinciaal senator          | -                                           | Brabant         | |
| Jean Daman                    | BSP-PSB | Provinciaal senator          | -                                           | Brabant         | |
| Roger Motz                    | LP      | Provinciaal senator          | -                                           | Brabant         | |
| Omer Vanaudenhove             | LP      | Provinciaal senator          | -                                           | Brabant         | |
| Robert Houben                 | CVP-PSC | Provinciaal senator          | -                                           | Brabant         | |
| Pierre De Smet                | CVP-PSC | Provinciaal senator          | -                                           | Brabant         | Voorzitter van de CVP-PSC-fractie vanaf 10 juli 1958 en voorzitter van de commissie Financiën. |
| Paul Estienne                 | CVP-PSC | Provinciaal senator          | -                                           | Brabant         | |
| Karel Van Cauwelaert de Wyels | CVP-PSC | Provinciaal senator          | -                                           | Brabant         | |
| Marcel Vandenbussche          | CVP-PSC | Provinciaal senator          | -                                           | West-Vlaanderen | Vervangt vanaf 8 juni 1960 de overleden Georges Feryn. |
| Gerard Neels                  | CVP-PSC | Provinciaal senator          | -                                           | West-Vlaanderen | |
| Léopold Deschepper            | CVP-PSC | Provinciaal senator          | -                                           | West-Vlaanderen | |
| Gerard Vandenberghe           | CVP-PSC | Provinciaal senator          | -                                           | West-Vlaanderen | |
| Gustave Breyne                | BSP-PSB | Provinciaal senator          | -                                           | West-Vlaanderen | |
| Julien Versieren              | BSP-PSB | Provinciaal senator          | -                                           | Oost-Vlaanderen | |
| Karel De Maere                | BSP-PSB | Provinciaal senator          | -                                           | Oost-Vlaanderen | |
| Maurice Orban                 | CVP-PSC | Provinciaal senator          | -                                           | Oost-Vlaanderen | |
| Léonce Lagae                  | CVP-PSC | Provinciaal senator          | -                                           | Oost-Vlaanderen | |
| Octave Van den Storme         | CVP-PSC | Provinciaal senator          | -                                           | Oost-Vlaanderen | Voorzitter van de commissie Openbare Werken. |
| Gilbert Pede                  | CVP-PSC | Provinciaal senator          | -                                           | Oost-Vlaanderen | |
| Simon Flamme                  | BSP-PSB | Provinciaal senator          | -                                           | Henegouwen      | |
| Louis Desmet                  | BSP-PSB | Provinciaal senator          | -                                           | Henegouwen      | |
| Jacques Ligot                 | BSP-PSB | Provinciaal senator          | -                                           | Henegouwen      | |
| Alfred Bonjean                | BSP-PSB | Provinciaal senator          | -                                           | Henegouwen      | |
| René de Dorlodot              | CVP-PSC | Provinciaal senator          | -                                           | Henegouwen      | |
| Jacques Hambye                | CVP-PSC | Provinciaal senator          | -                                           | Henegouwen      | |
| Hubert Rassart                | BSP-PSB | Provinciaal senator          | -                                           | Luik            | |
| Maurice Delbouille            | BSP-PSB | Provinciaal senator          | -                                           | Luik            | |
| Henri Pontus                  | BSP-PSB | Provinciaal senator          | -                                           | Luik            | |
| Joseph Meurice                | CVP-PSC | Provinciaal senator          | -                                           | Luik            | |
| Paul Heine                    | CVP-PSC | Provinciaal senator          | -                                           | Luik            | |
| Hubert Leynen                 | CVP-PSC | Provinciaal senator          | -                                           | Limburg         | |
| Joseph Custers                | CVP-PSC | Provinciaal senator          | -                                           | Limburg         | |
| Alfred Slegten                | CVP-PSC | Provinciaal senator          | -                                           | Limburg         | Vervangt vanaf 27 januari 1959 Jan Thomassen, die wegens gezondheidsredenen ontslag neemt. |
| Ernest Adam                   | CVP-PSC | Provinciaal senator          | -                                           | Luxemburg       | |
| Arsène Uselding               | CVP-PSC | Provinciaal senator          | -                                           | Luxemburg       | |
| Emmanuel Jadot                | LP      | Provinciaal senator          | -                                           | Luxemburg       | |
| Louis Féron                   | BSP-PSB | Provinciaal senator          | -                                           | Namen           | |
| Jean Materne                  | LP      | Provinciaal senator          | -                                           | Namen           | |
| Hilaire Bertinchamps          | CVP-PSC | Provinciaal senator          | -                                           | Namen           | |
| Albert-Edouard Janssen        | CVP-PSC | Gecoöpteerd senator          | -                                           | -               | |
| Paul-Willem Segers            | CVP-PSC | Gecoöpteerd senator          | -                                           | -               | |
| Jean Van Houtte               | CVP-PSC | Gecoöpteerd senator          | -                                           | -               | |
| Robert Vandekerckhove         | CVP-PSC | Gecoöpteerd senator          | -                                           | -               | |
| Gerard Gustaaf Philips        | CVP-PSC | Gecoöpteerd senator          | -                                           | -               | |
| Jeanne Driessen               | CVP-PSC | Gecoöpteerd senator          | -                                           | -               | |
| Léon Servais                  | CVP-PSC | Gecoöpteerd senator          | -                                           | -               | |
| Gabriël Vandeputte            | CVP-PSC | Gecoöpteerd senator          | -                                           | -               | |
| Gilbert Mullie                | CVP-PSC | Gecoöpteerd senator          | -                                           | -               | Voorzitter van de commissie Landbouw. |
| Joseph Pholien                | CVP-PSC | Gecoöpteerd senator          | -                                           | -               | Tot 11 november 1958 voorzitter van de commissie Koloniën, van 11 november 1958 tot 8 juli 1960 voorzitter van de commissie Belgisch Congo en Ruanda-Urundi en vanaf 8 juli 1960 voorzitter van de commissie Afrikaanse Zaken. |
| Paul de Stexhe                | CVP-PSC | Gecoöpteerd senator          | -                                           | -               | |
| Antoon Breyne                 | CVP-PSC | Gecoöpteerd senator          | -                                           | -               | Vervangt vanaf 9 februari 1960 de overleden Marcel Decoene. |
| Fernand Dehousse              | BSP-PSB | Gecoöpteerd senator          | -                                           | -               | |
| Odilon Knops                  | BSP-PSB | Gecoöpteerd senator          | -                                           | -               | |
| Henri Rolin                   | BSP-PSB | Gecoöpteerd senator          | -                                           | -               | Voorzitter van de BSP-PSB-fractie en voorzitter van de commissie Justitie. |
| Adolf Molter                  | BSP-PSB | Gecoöpteerd senator          | -                                           | -               | Voorzitter van de commissie Buitenlandse Handel. |
| August De Block               | BSP-PSB | Gecoöpteerd senator          | -                                           | -               | Voorzitter van de commissie Economische Zaken. |
| Isidoor Smets                 | BSP-PSB | Gecoöpteerd senator          | -                                           | -               | |
| Jean Chot                     | BSP-PSB | Gecoöpteerd senator          | -                                           | -               | |
| Marcel Busieau                | BSP-PSB | Gecoöpteerd senator          | -                                           | -               | |
| Nicolas Dethier               | BSP-PSB | Gecoöpteerd senator          | -                                           | -               | |
| Georgette Ciselet             | LP      | Gecoöpteerd senator          | -                                           | -               | Voorzitter van de commissie Volksgezondheid en Gezin. |
| Emile Coulonvaux              | LP      | Gecoöpteerd senator          | -                                           | -               | Ondervoorzitter vanaf 11 november 1958. |
| Albert van België             | -       | Senator van rechtswege       | -                                           | -               | |